# إيرول ستيوارت
إيرول ستيوارت (بالإنجليزية: Errol Stewart)‏ هو لاعب بولينغ أسترالي، ولد في 21 ديسمبر 1931.